# Lapā Sar
Lapā Sar (persiska: لپا سر) är en ort i Iran.   Den ligger i provinsen Mazandaran, i den norra delen av landet, 140 km norr om huvudstaden Teheran. Antalet invånare är 473.
Terrängen runt Lapā Sar är platt åt nordost, men åt sydväst är den kuperad. Runt Lapā Sar är det ganska tätbefolkat, med 116 invånare per kvadratkilometer. Närmaste större samhälle är Tonekābon, 6,1 km sydost om Lapā Sar. I omgivningarna runt Lapā Sar växer i huvudsak blandskog.